# Arnoglossus nigrifrons
Arnoglossus nigrifrons är en fiskart som beskrevs av Amaoka och Mihara 2000. Arnoglossus nigrifrons ingår i släktet Arnoglossus och familjen tungevarsfiskar. Inga underarter finns listade i Catalogue of Life.